# Martin Tatzber
Martin Tatzber (* 8. Dezember 1893 in Sommerein; † 27. Mai 1958 in Wien) war ein österreichischer Politiker (SPÖ) und Landwirt. Tatzber war von 1949 bis 1958 Abgeordneter zum Landtag von Niederösterreich.
Tatzber erlernte nach dem Besuch der Volksschule den Beruf des Steinmetzes und leistete während des Ersten Weltkriegs von 1914 bis 1918 seinen Militärdienst ab. Er war danach von 1919 bis 1939 im Konsumverband tätig und übernahm 1928 die elterliche Landwirtschaft. Zudem engagierte er sich ab 1919 im Gemeinderat von Sommerein und wirkte dort zwischen 1924 und 1934 als Bürgermeister. Er verlor sein Amt infolge des Verbots der Sozialdemokratischen Partei und wurde während des Zweiten Weltkriegs von 1944 bis 1945 erneut zum Militärdienst eingezogen. 
Tatzber war nach dem Ende des Krieges ab 1949 SPÖ-Bezirksparteiobmann, zwischen 1953 und 1958 Landesobmann des Arbeitsbauernbundes und von 1955 bis 1958 Bürgermeister in Trautmannsdorf. Zudem vertrat er die SPÖ vom 5. November 1949 bis zu seinem Tod 1958 im Niederösterreichischen Landtag. 